# Tyrolský šedý skot
Tyrolský šedý skot, též tyrolské šedé, německy Tiroler Grauvieh, je typické alpské plemeno skotu z rakouského Tyrolska, chováno je též v Jižním Tyrolsku v Itálii. Menší množství kusů se vyskytuje v Algavsku a ve Švýcarsku se chová menší typ tohoto plemene pod názvem Rätisches grauvieh. Je to otužilý, odolný skot s kombinovanou užitkovostí, držený celoročně na horských pastvinách s nadmořskou výškou přes 1000 m n. m.
Tyrolské šedé je velice staré místní plemeno skotu, v údolí Innu se šedý dojný skot choval již před dvěma tisíci lety. V minulosti bylo rozšířeno prakticky po celých východních Alpách a byla jim zušlechťována italská i jihoevropská plemena skotu, v současné době se počet zvířat snižuje.
Je to plemeno středního tělesného rámce, zbarvení je stříbřité až železitě šedé, některá zvířata jsou více dohněda. Spodní strana trupu, břicho, vemeno, vnitřní strana končetin a obroubení mulce jsou světlejší než základní barva. Zvířata jsou rohatá a rohy, stejně tak i tvrdé paznehty, jsou černé. Býci jsou tmavší než krávy. Tyrolský šedý skot je otužilý, dobře zhodnocuje krmivo a má skvělou pastevní schopnost, je robustní, raný a bez problémů se telí. Průměrná roční užitkovost je 4680 kg mléka s obsahem tuku 3,9 % a bílkovin 3,3 % a hodí se tak i pro výrobu másla či sýrů. Denní přírůstek býků ve výkrmu činí 1150 g a jatečná výtěžnost může dosahovat až 60 %. Maso je jemně vláknité s vynikajícím mramorováním a výbornou chutí.
85 % všech stád je chováno v nadmořských výškách přes 1000 m n. m a většina letních pastvin je ve výškách 1600–2000 m n. m.